# 天道盟同心會
同心會，是臺灣三大犯罪組織曾經是天道盟旗下的重要分會，在前任盟主往生後，獨立自成一會。

## 簡介
同心會早期在東北角一帶的汐止、基隆、瑞芳活動，後陸續擴展至大台北、桃園、新竹乃至台中、高雄、花蓮發展；發起人吳明貴原為汐止一帶大角頭，由於其在東北角的份量足以抗衡日益失控的太陽會，被當時天道盟高層招攬。於1995年在其號召下，結合東北角的七大角頭，成立天道盟同心會；1995年9月7日，眾人在基隆市仁一路富豪園餐廳內舉行成立大會，由吳於餐會中宣告正式成軍。其「發起人」下設有「顧問」朱才盛（已故）一人及「委員」趙開明、李志忠、莊文隆、鄭宗益、蘇金福、薛俊傑、彭焌煌等七人，首任會長為張勝福，副會長為李聰敏，另有組長級幹部林春寶、林鴻秋、林宗仁、林宗堯、林宗榮、蕭英旭、張齊聖、劉永安、杜旭昇、林炳煌、陳保安、蘇韋璁、劉昭源等十三名。同心會的成立宗旨就是制衡太陽會，導致日後同心會與太陽會為了爭奪基隆、汐止一帶的主導權，而發生數起火拼、群鬥、槍擊等重大社會事件達數年之久。

## 組織結構

### 歷任會長
- 發起人：吳明貴（外號：芋粿）
- 第一任：張勝福
- 第二任：李聰敏（改名：李承諺）
- 第三任：簡建榮（歿）
- 第四任：甘豐瑋
- 第五任：蘇瑋璁
- 第六任：林宗堯
- 第七任：林宗仁
- 第八任：薛俊偉
- 第九任：徐義銘（寶貝/寶羅）

### 高層幹部
- 中常委：吳明貴（芋粿）、薛俊偉

- 總顧問：邱儀祥(美國華青幫背景)

- 顧問：林宏儒、游翔崴

- 衝鋒隊隊長：林鴻秋

### 全台分會
新北地區
新店分會
樹林分會
土城分會
板橋分會
三峽分會
鶯歌分會
雙和分會
新莊分會
五股分會
八里分會
林口分會
金山分會
三芝分會
瑞芳分會
同洲分會
山佳分會
後埔分會
新泰分會
福隆分會
迴龍分會
基隆地區
基隆分會
桃園地區
內壢分會
中壢分會
桃園分會
龍潭分會
觀音分會
大園分會
新竹地區
關西分會
湖口分會
竹北分會
苗栗地區
竹南分會
宜花東地區
羅東分會
花蓮分會
台東分會
嘉義分會